# A Walton Thanksgiving Reunion
A Walton Thanksgiving Reunion es la quinta película de la serie The Waltons, estrenada en 1993. Fue producida por Earl Hamner jr. y Lee Rich, y está protagonizada por Richard Thomas, Ralph Waite y Michael Learned. 

## Sinopsis
En 1960, John-Boy (Richard Thomas) y su novia siguen en Nueva York y el sigue insistiendo a su novia en que se case con él. Virginia (Angel Rhoades), la hija de Cindy (Leslie Winston) y Ben (Eric Scott), ha muerto y Cindy se siente muy sola sin ella. Cindy le dice a Ben,  si quiere adoptar a una niña pero el no opina que sea buena idea. Ben, está discutiendo con su padre (Ralph Waite), acerca de la empresa de madera, pero John no lo va a permitir. Por otra parte Erin (Mary Elizabeth McDonough), tiene 3 hijos y se separó de Paul (Morgan Stevens). Su decisión de conseguirse otra pareja, provoca cierta angustia hacia los otros miembros de la familia. Ike (Joe Conley) y Corabeth (Ronnie Claire Edwards), se convierten en abuelos ya que Aimee tiene una niña. Elizabeth (Kami Cotler), regresa de Europa y vuelve con Drew. 

## Reparto
| Actor                    | Personaje              |
| ------------------------ | ---------------------- |
| Ralph Waite              | John Walton Sr.        |
| Richard Thomas           | John-Boy Walton        |
| Michael Learned          | Olivia Walton          |
| Ellen Corby              | Esther Walton          |
| Jon Walmsley             | Jason Walton           |
| Judy Norton              | Mary Ellen Walton      |
| Eric Scott               | Ben Walton             |
| David W. Harper          | Jim-Bob Walton         |
| Kami Cotler              | Elizabeth Walton       |
| Joe Conley               | Ike Godsey             |
| Ronnie Claire Edwards    | Corabeth Walton Godsey |
| Steven Culp              | Jeff Dulaney           |
| Peggy Rea                | Rose Burton            |
| Mary Elizabeth McDonough | Erin Walton            |
| Lynn Hamilton            | Verdie Grant           |
| Kate McNeil              | Janet Gilchrist        |
| Leslie Winston           | Cindy                  |
| Lisa Harrison            | Toni Walton            |
| Stanley Grover           | Sheriff Gilmore        |
| James Karen              | Al Sampson             |
| Mary Jackson             | Emily Baldwin          |
| Helen Kleeb              | Mami Baldwin           |
| Emily Ann Lloyd          | Katie                  |
| Rachel Longaker          | Aimee Godsey           |
| Tony Becker              | Drew                   |
| Robert Donner            | Yancey Tucker          |
| Peter Fox                | Reverendo Moseley      |